# Carl Johan Thyselius

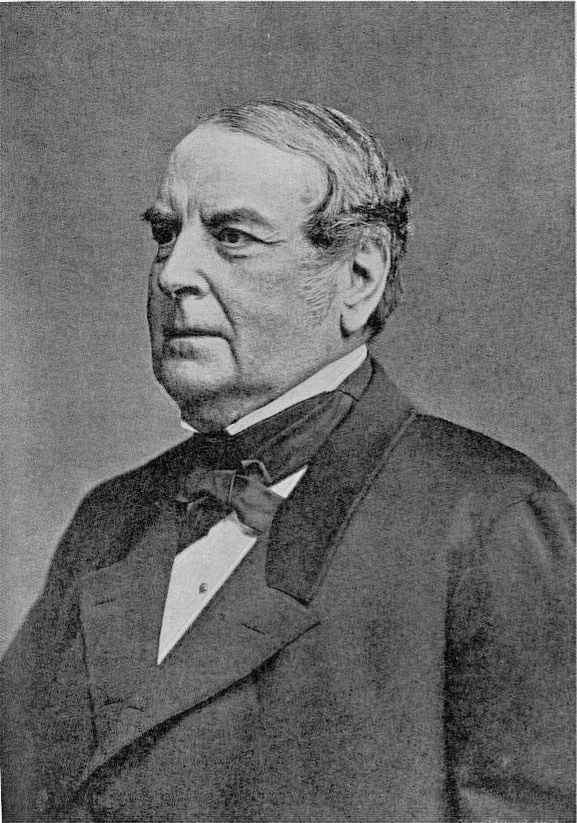
Carl Johan Thyselius.

Carl Johan Thyselius (Österhaninge, 8 juni 1811 - Stockholm, 11 januari 1891) was een Zweeds eerste minister.

## Levensloop
Nadat hij administratie studeerde aan de Universiteit van Uppsala, werd hij beroepshalve ambtenaar en advocaat bij het Zweedse Hooggerechtshof. 
Thyselius begon eveneens een politieke loopbaan. Van 1860 tot 1863 was hij minister van Kerkelijke Zaken, van 1864 tot 1875 was hij de voorzitter van het Financiële Instituut van Zweden en van 1875 tot 1880 was hij minister van Burgerlijke Zaken. Na het ontslag van Arvid Posse werd hij in 1883 door koning Oscar II benoemd tot premier van Zweden en bleef dit tot in 1884. Hij was de eerste premier van Zweden die niet aristocratisch was. In 1891 overleed hij op 79-jarige leeftijd.
- LIBRIS: 403151
- Virtual International Authority File: 3282154688484248380003